# Arne Odd Johnsen
Pour les articles homonymes, voir Johnsen.
Arne Odd Johnsen (1909-1985) est un historien de l'économie et historien médiéviste norvégien.

## Biographie
Il fut un temps élève de l'École nationale des chartes.